# Trifork
Trifork Holding AG og Trifork A/S er en dansk international it-virksomhed med hovedkvarter i Aarhus. Virksomheden arbejder med Digital Health, FinTech og Smart Building. Trifork er engageret i AI og er Apple Vision Pro-partner. Trifork har 1.275 ansatte i 15 lande. Trifork Holding AG med hovedkontor i Schindellegi blev i 2021 børsnoteret på Københavns Fondsbørs.